# Paquita Jolis Puig
Paquita Jolis Puig (Amer, la Selva, 18 de novembre de 1916 - Marsella, 16 d'agost de 1982) fou una militant anarcofeminista catalana.
Durant els anys de la Segona República espanyola fou activa en les Joventuts Llibertàries de Premià de Dalt i de 1936, juntament amb la seva germana  Assumpció i per a un grup de dues dotzenes de dones, fundada el capítol local de l'Agrupació "Mujeres Libres". Aquest grup contribuirà decisivament al desenvolupament del consistori municipal i promourà la creació del Museu de Física i Ciències Naturals.
Amb la victòria de Francisco Franco en la Guerra Civil espanyola es va veure obligada a exiliar-se a França, on fou activa en la federació local de militant de la Confederació Nacional del Treball (CNT) en l'exili a Marsella.